# Jeremy Kleiner
Jeremy Kleiner (1976) is een Amerikaans filmproducent. In zowel 2014 als 2017 won hij de Oscar voor beste film.

## Carrière
Jeremy Kleiner groeide op in een joodse familie. In 1998 studeerde hij af aan de Harvard-universiteit.
Na zijn studies werkte hij zich op in de filmindustrie. Hij begon bij de productiehuizen Fourth Floor Productions en Kopelson Entertainment. Nadien maakte hij een tijd deel uit van Donner/Shuler-Donner Productions, het productiebedrijf van het echtpaar Richard en Lauren Shuler Donner.
In 2003 sloot hij zich aan bij Brad Pitts productiebedrijf Plan B Entertainment. Hij werkte er zich in enkele jaren tijd op tot producent. In 2013 werd hij gepromoveerd tot covoorzitter van het bedrijf. Met het drama 12 Years a Slave (2013) won Kleiner zijn eerste Oscar voor beste film. Drie jaar later won hij de prijs opnieuw, ditmaal voor Moonlight (2016). De overwinning zorgde voor veel commotie, omdat in eerste instantie de film La La Land (2016) door een misverstand als winnaar werd uitgeroepen. In 2025 werkte hij mee aan de film F1.

## Prijzen en nominaties
| Film                    | Prijs                      | Categorie     | Resultaat   |
| ----------------------- | -------------------------- | ------------- | ----------- |
| 12 Years a Slave (2013) | BAFTA                      | Beste film    | Gewonnen    |
| 12 Years a Slave (2013) | Academy Award              | Beste film    | Gewonnen    |
| 12 Years a Slave (2013) | Producers Guild of America | Beste film    | Gewonnen    |
| Selma (2014)            | Academy Award              | Beste film    | Genomineerd |
| Nightingale (2014)      | Emmy Award                 | Beste tv-film | Genomineerd |
| The Big Short (2015)    | BAFTA                      | Beste film    | Genomineerd |
| The Big Short (2015)    | Academy Award              | Beste film    | Genomineerd |
| The Big Short (2015)    | Producers Guild of America | Beste film    | Gewonnen    |
| Moonlight (2016)        | BAFTA                      | Beste film    | Genomineerd |
| Moonlight (2016)        | Academy Award              | Beste film    | Gewonnen    |
| Moonlight (2016)        | Producers Guild of America | Beste film    | Genomineerd |